# Petungsewu
Petungsewu is een bestuurslaag in het regentschap Malang van de provincie Oost-Java, Indonesië. Petungsewu telt 4058 inwoners (volkstelling 2010).